# Kevin P. Farley

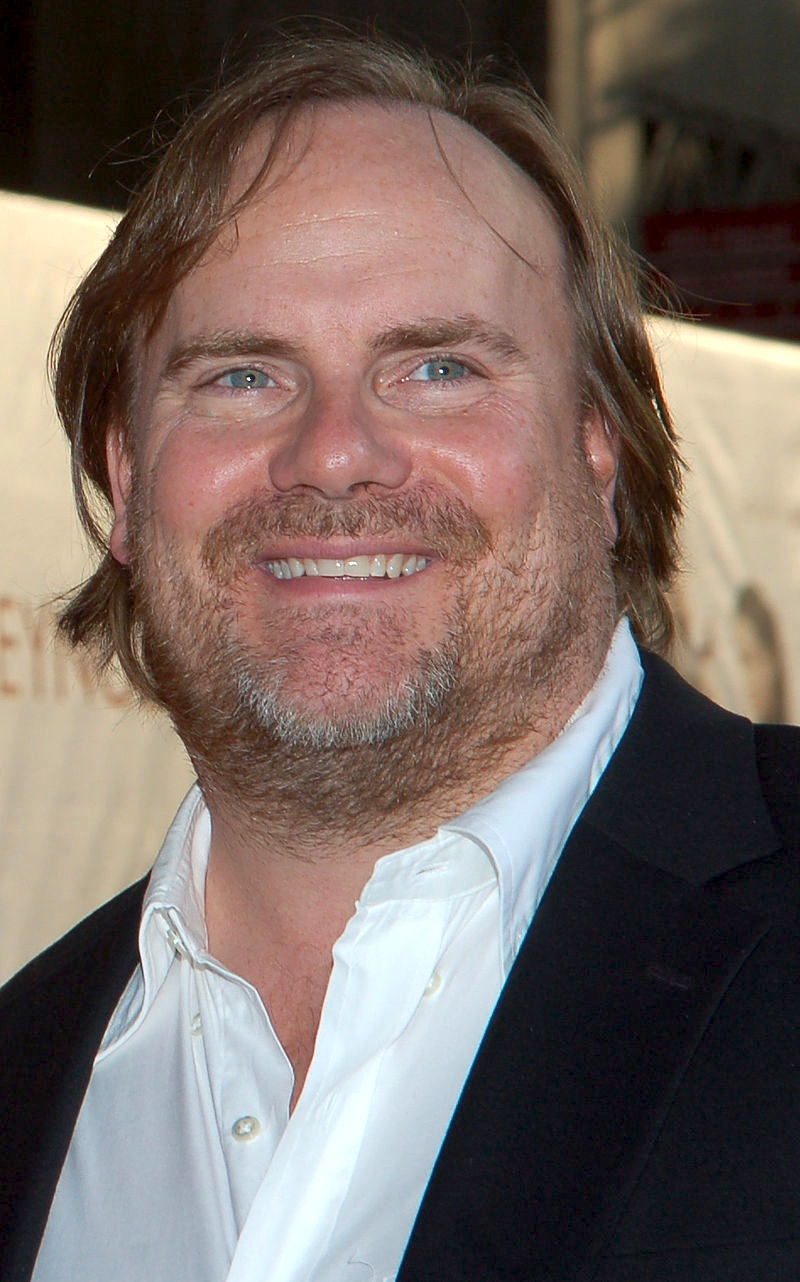
Kevin P. Farley (2009)

Kevin Prindiville Farley (* 8. Juni 1965 in Madison, Wisconsin) ist ein US-amerikanischer Schauspieler, Filmregisseur, Production Designer und Komponist.

## Leben und Karriere
Kevin Farley wurde als eines von fünf Kindern von Tom und Mary Anne Farley geboren. Er ist der jüngere Bruder des Comedians Chris Farley, der 1997 im Alter von 33 Jahren an den Folgen einer Überdosis Drogen verstarb. Zudem hat er noch drei weitere Geschwister: Barb, eine Kindergärtnerin, Tom Jr., der in einer Marketingfirma arbeitet, und John, der ebenfalls Schauspieler ist.
Kevin Farley machte seinen Abschluss in Betriebswirtschaftslehre (business) an der Marquette University in Milwaukee. Nach seinem Abschluss verkaufte er sechs Jahre lang Asphalt für die Firma seines Vaters, Scotch Oil. Chris konnte ihn jedoch überzeugen, es auch im Showgeschäft zu versuchen. Seinen ersten Bühnenauftritt hatte Farley am Chicago ImprovOlympic.
Größere Bekanntheit erlangte Farley unter anderem als Doug Linus, seinerseits Mitglied der fiktiven Boyband 2gether, die auch im gleichnamigen MTV-Film sowie der gleichnamigen Fernsehserie zu sehen war. Seit 2004 hat Farley bei drei Filmen Regie geführt, darunter Paranormal Movie von 2013, eine Filmparodie auf Filme, die übernatürliche Ereignisse thematisieren.
Farley war seit dem 4. September 2004 mit Denise Trotter verheiratet. Die Ehe ist inzwischen geschieden. 

## Filmografie (Auswahl)
- 1998: Waterboy – Der Typ mit dem Wasserschaden (The Waterboy)
- 1999: Eine wahre Geschichte – The Straight Story (The Straight Story)
- 2000: 2gether – Der Film
- 2000–2001: 2gether
- 2002: Frank McKlusky – Mann für besondere Fälle (Frank McKlusky, C.I.)
- 2002: Adam Sandlers acht verrückte Nächte (Eight Crazy Nights)
- 2007: Blond und blonder (Blonde and Blonder)
- 2008: Big Fat Important Movie (An American Carol)
- 2013: Paranormal Movie (auch Regie)
- 2015–2021: F Is for Family (Fernsehserie, 31 Folgen, Stimme)
- 2022: 1Up

### Gastauftritte
- 1997: Hinterm Mond gleich links (3rd Rock from the Sun, Fernsehserie, Folge 2x25)
- 1997: Head Over Heels (Fernsehserie, Folge 1x01)
- 1998: Die wilden Siebziger (That '70s Show, Fernsehserie, Folge 1x08)
- 2000: Then Came You (Fernsehserie, Folge 1x03)
- 2002/2003: Just Shoot Me – Redaktion durchgeknipst (Fernsehserie, 5 Folgen)
- 2003: Absolut relativ (It's All Relative, Fernsehserie, 4 Folgen)
- 2004: Meine wilden Töchter (8 Simple Rules, Fernsehserie, Folge 2x24)
- 2004: Complete Savages (Fernsehserie, Folge 1x03)
- 2004–2005: Joey (Fernsehserie, 3 Folgen)
- 2005: Raven blickt durch (That's So Raven, Fernsehserie, Folge 3x32)
- 2005: Hot Properties – Gut gebaut und noch zu haben (Fernsehserie, Folgen 1x09 und 1x11)
- 2006: Mind of Mencia (Fernsehserie, Folge 2x07)
- 2007: Monk (Fernsehserie, Folge 5x13)
- 2007: Lass es, Larry! (Curb Your Enthusiasm, Fernsehserie, Folge 6x06)
- 2013: Rules of Engagement (Fernsehserie, Folge 7x05)
- 2016: It’s Always Sunny in Philadelphia (Fernsehserie, 1 Folge)